# Wolf-Heino Struck
Wolf-Heino Struck (* 27. März 1911 in Schwerin; † 10. August 1991 in Wiesbaden) war ein deutscher Historiker und Archivar. Er war Leiter des Hauptstaatsarchivs Wiesbaden. Verdienste erwarb er sich um die Erforschung der Geschichte des Lahngebietes.

## Leben und Wirken
Der Sohn eines Mittelschullehrers besuchte bis 1929 das Realgymnasium. Nach dem Abitur studierte er an der Universität Freiburg Rechtswissenschaft mit Schwerpunkt Rechtsgeschichte, Volkswirtschaft und Staatsrecht. Vom Wintersemester 1929/30 bis einschließlich Sommersemester 1930 setzte er sein Studium an der Berliner Universität fort. Vom Wintersemester 1930/31 bis einschließlich Sommersemester 1931 studierte er die Fächer Germanistik, Deutsch und Englisch in Berlin und führte das Studium im Wintersemester 1931/32 an der Universität Rostock fort. In Rostock wurde er 1935 promoviert mit der Arbeit Die Geschichte der mittelalterlichen Selbstverwaltung in den mecklenburgischen Landstädten. Ein Jahr später bestand er die Prüfung für das Lehramt an höheren Schulen.
Statt in den Lehrdienst zu gehen, entschied sich Struck für eine Archivlaufbahn. Von April 1936 bis September 1937 besuchte er das Institut für Archivwissenschaft und geschichtliche Fortbildung am Geheimen Hauptstaatsarchiv in Berlin-Dahlem. Anschließend war er als wissenschaftliche Hilfskraft tätig. Seit April 1938 arbeitete er als Staatsarchivassessor am Staatsarchiv Zerbst/Anhalt. Nach dem Wehrdienst und einer Verwundung im Zweiten Weltkrieg war er bis Ende 1945 wiederum in Zerbst beschäftigt. Von Januar 1948 bis zu seiner Pensionierung 1976 wirkte er am Hauptstaatsarchiv Wiesbaden, wo er zunächst bis 1951 als wissenschaftlicher Angestellter, dann bis 1970 als Archiv- und Oberarchivrat und schließlich bis 1976 als Archivdirektor tätig war. Von 1971 an leitete er die Einrichtung.
Von 1972 bis 1978 war er Redaktionsleiter der Nassauischen Annalen. Struck war Mitglied des Vereins für Mecklenburgische Geschichte (1932–1945), des Vereins für Nassauische Altertumskunde und Geschichtsforschung sowie der Historischen Kommission für Nassau, von 1975 bis 1990 war zugleich deren erster Vorsitzender. Im Nassauischen Altertumsverein war er Vorstandsmitglied und lange Jahre Schatzmeister.
Über die eigentliche Archivarbeit hinaus war Struck in vielfacher Hinsicht mit der Landesgeschichtsschreibung befasst. Schwerpunkte waren dabei die Geschichte der Klöster und Stifte an der Lahn, der Bauernkrieg und eine umfassende Darstellung der Auswanderung aus dem Herzogtum Nassau in den Jahren 1806–1866. Er kam zum Ergebnis, dass in den Jahren 1816–1845 etwa 16.000 und in den zwanzig Jahren von 1846–1866 über 18.000, also insgesamt 34.000 Menschen aus dem Herzogtum Nassau ausgewandert sind. Zum Projekt Germania Sacra steuerte er die Bände zu den Stiften Diez, Dietkrichen, Idstein und Weilburg bei.
Für seine Verdienste um die Geschichtswissenschaft wurde Struck 1975 mit der Verleihung einer Honorarprofessur durch die Universität Frankfurt am Main sowie 1979 mit dem Bundesverdienstkreuzes am Bande geehrt. Zu seinem 80. Geburtstag wurde ihm der 1991er Band der Nassauischen Annalen gewidmet.

## Schriften (Auswahl)
- Wiesbaden im Biedermeier. (1818–1866) (= Geschichte der Stadt Wiesbaden. Bd. 5 = Wiesbaden als nassauische Landeshauptstadt. Tl. 2). Steiner, Wiesbaden 1981, ISBN 3-515-03405-6.
- Wiesbaden in der Goethezeit. (1803–1818) (= Geschichte der Stadt Wiesbaden. Bd. 4 = Wiesbaden als nassauische Landeshauptstadt. Tl. 1). Steiner, Wiesbaden 1979, ISBN 3-515-03220-7.
- Johannisberg im Rheingau. Eine Kloster-, Dorf-, Schloss- und Weinchronik. Kramer, Frankfurt am Main 1977, ISBN 3-7829-0191-6.
- Der Bauernkrieg am Mittelrhein und in Hessen. Darstellung und Quellen (= Veröffentlichungen der Historischen Kommission für Nassau. Bd. 21, ISSN 0170-1568). Selbstverlag der Historischen Kommission für Nassau, Wiesbaden 1975.
- Die Auswanderung aus dem Herzogtum Nassau. (1806–1866). Ein Kapitel der modernen politischen und sozialen Entwicklung (= Geschichtliche Landeskunde. Bd. 4, ISSN 0072-4203). Steiner, Wiesbaden 1966.
- Geschichte von Hattersheim. Gemeindeverwaltung Hattersheim, Hattersheim 1964.
- Die Geschichte der mittelalterlichen Selbstverwaltung in den mecklenburgischen Landstädten (= Mecklenburgische Jahrbücher. Jg. 101, 1937, Beiheft). Klinz, Rostock 1938, (Rostock, Universität, Dissertation), online.
- Das Stift St. Lubentius in Dietkirchen (= Germania Sacra. N. F. Bd. 22). De Gruyter, Berlin/New York, 1986, ISBN 3-11-010829-1.